# Susan Lucci
Susan Lucci (Scarsdale, 23 december 1946) is een Emmy Award-winnende actrice, die is uitgeroepen tot Daytime's Leading Lady en The Queen of Daytime door verschillende tijdschriften, waaronder TV guide.
Ze is voornamelijk bekend om haar rol als Erica Kane in de ABC televisiesoap-opera All my children, waarin ze optreedt sinds de eerste aflevering op 5 januari 1970.

## Filmografie
- Bibliothèque nationale de France: cb14200868w (data)
- Gemeinsame Normdatei: 1016664141
- International Standard Name Identifier: 0000 0000 0103 5759
- Library of Congress Control Number: n85132890
- MusicBrainz: 85162d45-4ae2-4f5d-89df-e7de9c90c5ce
- Virtual International Authority File: 38349491
- WorldCat: E39PBJyrRmvcmJCc3kQGpVvrbd